# Baie Lady Franklin

L'île d'Ellesmere où se trouve la baie de Lady Franklin

La baie Lady Franklin ((en) Lady Franklin Bay) est une baie sur la côte nord de l'île d'Ellesmere, située dans la région de Qikiqtaaluk du territoire du Nunavut, au Canada.
Elle fut la destination de l'expédition de la baie Lady Franklin (Lady Franklin Bay Expedition) d'Adolphus Greely en 1881.
La baie porte le nom de Jane Griffin, l'épouse de John Franklin.